# Histoire de la Belgique de 1914 à 1945
 (août 2022).
Si vous disposez d'ouvrages ou d'articles de référence ou si vous connaissez des sites web de qualité traitant du thème abordé ici, merci de compléter l'article en donnant les références utiles à sa vérifiabilité et en les liant à la section « Notes et références ».
L’histoire de la Belgique de 1914 à 1945 est principalement marquée par les deux guerres mondiales.

## La Première Guerre mondiale
Pour un article plus général, voir Première Guerre mondiale.
En 1914, en application du plan Schlieffen, l'Allemagne, qui a déclaré la guerre à la France, envahit la Belgique pour contourner les armées françaises par le nord en violation de la neutralité belge établie par le traité de 1831 reconnaissant l'indépendance belge et établissant la neutralité du pays sous la garantie des puissances européennes. La rupture du traité déclenche l'entrée en guerre du Royaume-Uni, un des pays garants de l'indépendance belge. Cette violation du droit est ouvertement et publiquement reconnue le 4 août devant le Reichstag par le Chancelier allemand Theobald von Bethmann-Hollweg. Celui-ci, lors d'une communication téléphonique privée avec l'ambassadeur britannique, qualifie le traité de 1839 (Traité des XXIV articles-Article VII, entérinant la neutralité de la Belgique, pourtant signé par l'Allemagne) de « chiffon de papier ».

### L'armée belge ralentit l'attaque allemande

Carte de la ceinture fortifiée de Liège. En bleu, le dispositif de 1914, en rouge celui de 1940.

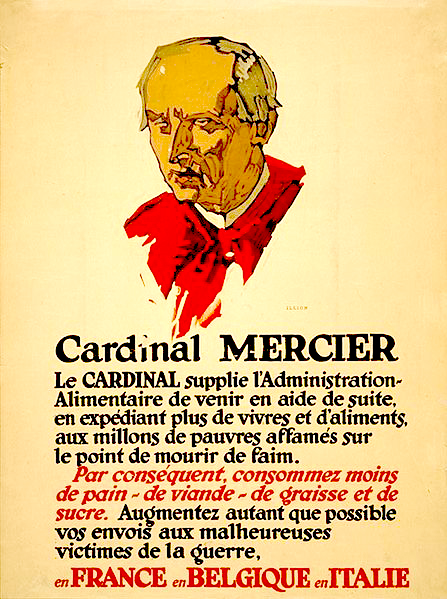
Âme de la résistance morale, le cardinal Mercier, après sa pastorale Patriotisme et Endurance publiée le 1 janvier 1915, appelle à soulager les victimes de la faim en 1917.

En fait, l'état-major allemand croit que la traversée de la Belgique sera rapide, condition primordiale du succès de l'offensive surprise contre la France. Fait sans précédent, l'Allemagne met en ligne 1 million d'hommes. Mais 40 000 hommes seulement devant Liège, soit six brigades qui convergent vers Liège sur un front qui va de Gemmenich à Malmedy (34e, 27e, 14e, 11e, 38e et 43e). Mais, dès les premières heures, ces troupes piétinent ou sont même contraintes de reculer devant la résistance de l'armée belge. Dès le petit matin du 4 août, le roi Albert Ier et le gouvernement belge ont repoussé, par un télégramme envoyé directement à Berlin, l'ultimatum impromptu de l'ambassadeur allemand à Bruxelles sommant la Belgique de laisser passer les armées allemandes sans combattre. Ce refus est marqué par la proclamation du « roi-soldat » (appelé « roi-chevalier » à l'extérieur et « roi de la Neutralité » par Jacques Otlet) qui se rend à cheval au Palais de la Nation et prononce devant les Chambres réunies : « Un pays qui se défend s'impose au respect de tous ; ce pays ne périt pas. Dieu sera avec nous dans cette cause juste. Vive la Belgique indépendante ». Cependant, la ville de Liège proprement dite tombe le 7 août sans résistance, car elle n'est pas fortifiée et que la population ne bouge pas devant cette attaque allemande visant à contourner la résistance des forts et de l'armée. Ceci n'empêchera pas les Allemands de créer la légende des civils francs-tireurs qui, à Visé, Dinant et dans d'autres villes et villages justifiera des représailles meurtrières sur les populations. C'est la résistance des troupes de campagne agissant dans les intervalles entre les forts et appuyées par l'artillerie de ceux-ci qui va entraîner le renforcement des troupes allemandes, compromettant le plan Schlieffen d'offensive rapide vers le nord-est de la France. Le 5 août, soit un jour seulement après l'attaque, cinq des six brigades allemandes sont obligées de battre en retraite. La 34e brigade a perdu 30 officiers et 1 500 hommes. Or la vitesse commande la réussite du Plan Schlieffen. L'Oberste Heeresleitung envoie 60 000 hommes en renfort et une nombreuse artillerie (plus de 10 % de l'armée d'invasion opèrent alors contre l'armée belge). Les forts ne seront réduits complètement que le 18, tandis que l'armée belge fait retraite vers l'ouest, échappant ainsi à l'encerclement. Les Allemands ont perdu presque 15 jours de temps et 5 000 morts, soit des pertes que l'état-major allemand juge considérables en ce premier mois de guerre. Cette résistance inespérée de la Belgique vaudra à Liège d'être la seule ville étrangère à recevoir la Légion d'honneur.

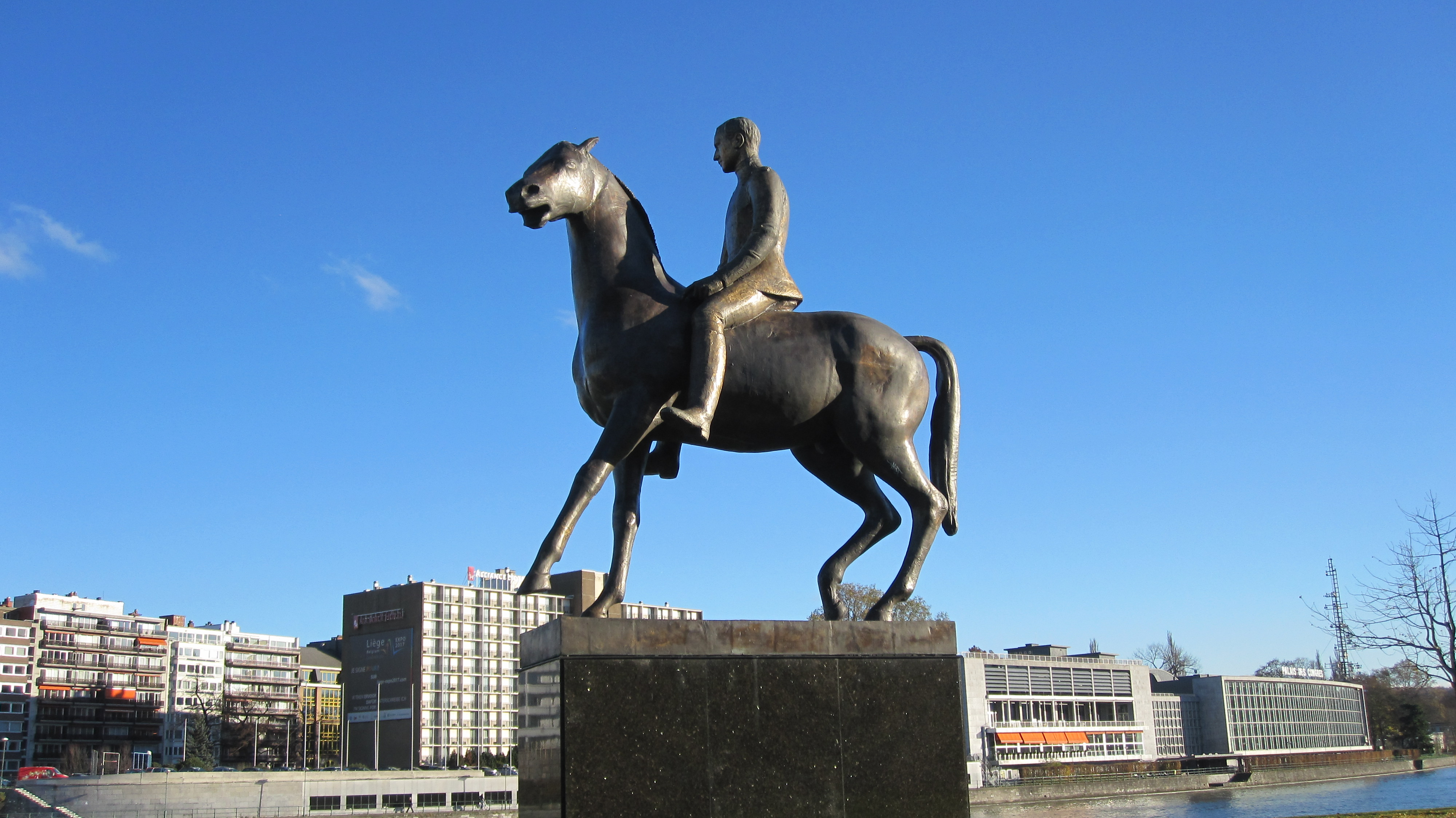
Le « roi-chevalier », à la tête de l'armée belge, maintient la résistance.

Entretemps, sur la rivière Gette, les Allemands qui avaient dépassé Liège sont battus à la bataille de Haelen à l'issue d'un combat de cavalerie durant lequel les charges successives des Uhlans sont décimées par les feux de l'infanterie appuyée par de l'artillerie et suivies de contre attaques de lanciers.
Grâce au retard infligé aux Allemands par l'armée belge, les armées françaises ont eu le temps de se reprendre pour arrêter l'offensive allemande sur la Marne, après leurs reculs du début du mois d'août. D'autant plus que les Belges, en remportant la victoire de la bataille de Haelen et encore, lors des sièges de Namur et d'Anvers, d'août à septembre, vont retenir 150 000 hommes qui vont manquer aux généraux allemands pour résister à la contre offensive française. La presse française de l'époque ne s'y trompe d'ailleurs pas quand elle exalte la résistance de l'armée belge. L'Echo de Paris: « Nous, Français, nous devons aux Belges, plus que de l'admiration, nous leur devons une inoubliable reconnaissance » ; Le Journal : « Avoir arrêté, dans les défilés de la Meuse, l'ennemi du genre humain qui, demain, ne pourra les franchir que sur un monceau de cadavres, c'est une page aussi glorieuse de l'histoire contemporaine que celle de Leonidas dans les fastes de l'Antiquité ». Le président Poincaré le reconnaîtra peu après.

### Les atrocités d'août

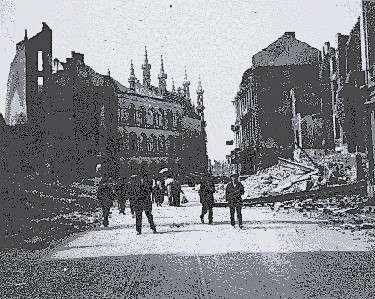
Destruction de Louvain photographiée en 1915 : 248 civils fusillés, 2000 bâtiments détruits

L'armée belge emmenée par le roi Albert Ier inflige donc un grave échec à l'armée impériale allemande au tout début de la campagne. Considérant que cette résistance de l'armée belge est en quelque sorte illégitime, car, objectivement, elle sert la France, et aussi en fonction de multiples facteurs complexes, les troupes allemandes se forgent rapidement une fausse croyance sincère (Horne et Kramer) : des francs-tireurs assailliraient systématiquement leurs troupes. Ils répriment cette violation (totalement imaginaire) des lois de la guerre par des massacres massifs dans les parties du pays où l'invasion a lieu : la plaine centrale des provinces du Limbourg, du Brabant et du Hainaut, les provinces de Namur et du Luxembourg, voies d'accès à la France. C'est pourquoi les massacres ont lieu principalement dans des villes ou villages de Wallonie (celle-ci n'est pas visée en tant que telle mais se trouve dans l'axe principal de l'invasion). Sont ainsi visées des localités comme Herve (première ville martyre), Visé, Soumagne, Heure-le-Romain, Liège, Namur, Andenne, Tamines, Dinant, Hastière, Mons, Charleroi, Arlon, Jemappes, Ethe et une grande partie des villages Gaumais, Frasnes-lez-Couvin (dernière localité belge touchée)… Et en Flandre, Louvain, Saint-Trond, Aarschot… En France, les départements des Ardennes, de la Meuse, de Meurthe-et-Moselle. Ce sont les atrocités allemandes d'août 1914.

### Leurs conséquences internationales: l'Allemagne déconsidérée
Le fait de la violation du droit, ces massacres de civils vont donner à la Belgique une auréole de martyr et soulever l'indignation de l'opinion internationale. La campagne de recrutement de soldats aux États-Unis en 1917, se fait sous le slogan Remember Belgium. Sur le plan moral, l'Allemagne s'est discréditée. L'Allemagne est alors déconsidérée dans l'opinion internationale. Les puissances de la Triple-Entente peuvent se justifier de mener la guerre « du droit ». En 1940, on connaîtra l'exode massif de populations civiles terrifiées. Les soldats wallons de 1940, face au retour du même envahisseur, se battront durement, notamment à la Bataille de la Lys, face à un ennemi jugé barbare. En Flandre, l'activisme flamingant imposera une autre mémoire, liant plutôt le souvenir des événements au mythe des officiers ne parlant que le français. Or, l'armée belge étant composée d'un peu plus de 75 % de soldats flamands, la grande majorité des sous-officiers et, surtout, des sergents et des caporaux est composée de soldats flamands sortis du rang pour compenser les pertes importantes du début de la guerre. Le commandement sur le terrain est donc largement exécuté dans la langue des soldats. Une armée dont les soldats ne comprendraient pas les ordres n'aurait pas pu opposer la remarquable résistance qu'elle a montrée depuis Liège jusqu'à l'Yser et pendant les quatre ans qu'a duré la guerre. Les grades plus élevés sont certes exercés par des officiers de langue française, même quand ils sont flamands et qu'ils comprennent les dialectes des soldats. Mais il y avait la nécessité de communiquer avec l'allié français et même anglais dont les officiers comprenaient le français. De ce fait, le français fut, le plus souvent, la « lingua franca » des états-majors alliés sans qu'il y eût, dans cet état de fait, une intention de bafouer les autres langues de la coalition (dans laquelle, il y eut des Portugais qui avaient choisi le français comme langue de communication des ordres d'état-major). Les ordres, sur le terrain, étaient, par nécessité, donnés, dans toutes les armées, dans la langue des soldats. Mais la légende de soldats flamands morts pour ne pas avoir compris des ordres donnés en français sera cultivée pour développer le sentiment d'une injustice morale grave qui va marquer la conscience flamande et va permettre au nationalisme flamand de créer un ancrage historique à sa doctrine pan-germaniste. D'ailleurs, des tentatives de propagande incitant les soldats flamands à déserter sont le fait d'une « flamenpolitik » organisée par l'occupant allemand dans le but de saboter l'armée belge et d'entreprendre, dans le pays occupé, une politique de division visant le rattachement de la Flandre au domaine germanique. D'où le fait qu'après la guerre, l'hostilité à l'Allemagne sera moins grande dans certains milieux de Flandre qu'en Wallonie, allant même, parfois, jusqu'à une volonté de rapprochement qui débouchera, à partir de 1930 jusque pendant la guerre, à une collaboration étroite avec le nazisme.
C'est ce que l'on appelle l'activisme flamingant qui sera la base d'une politique pro-allemande de partis politiques flamands fondant leur action sur le refus de toute alliance de la Belgique avec la France. Il s'agit, pour ce courant politique, de contrecarrer toute tentative de renouveler la résistance de 1914-1918 dans le cas d'une nouvelle guerre avec l'Allemagne.

### Les conséquences militaires

#### La victoire de la Marne
En septembre, l'armée française bénéficie sans aucun doute du retard pris par l'armée allemande, du fait de la résistance de l'armée belge au nord, devant Liège, puis lors du siège d'Anvers avec les trois sorties de l'infanterie belge qui immobilisent plus de 150 000 soldats allemands et toute une artillerie. Il en résulte une solution de continuité dans le front offensif allemand au sud. Ce dont le généralissime Joffre tire parti pour lancer une contre-offensive qui aboutit à l'éclatante victoire de la Marne. Les Allemands, arrivés aux portes de Paris (voir ci-dessous), doivent alors reculer de plus de 200 km. Puis, les belligérants vont se figer dans une guerre de position au lendemain de la Marne et de la victoire alliée de l'Yser, bataille d'arrêt remportée par les franco-anglo-belges en octobre. Cette guerre de position dans les tranchées durera quatre ans (voir les positions de la carte ci-dessous, sur le front occidental). De meurtrières offensives lancées de part et d'autre dans l'espoir de percer le front adverse, pour retrouver ainsi une liberté de manœuvre, n'aboutiront pas jusqu'à la mi-août 1918.

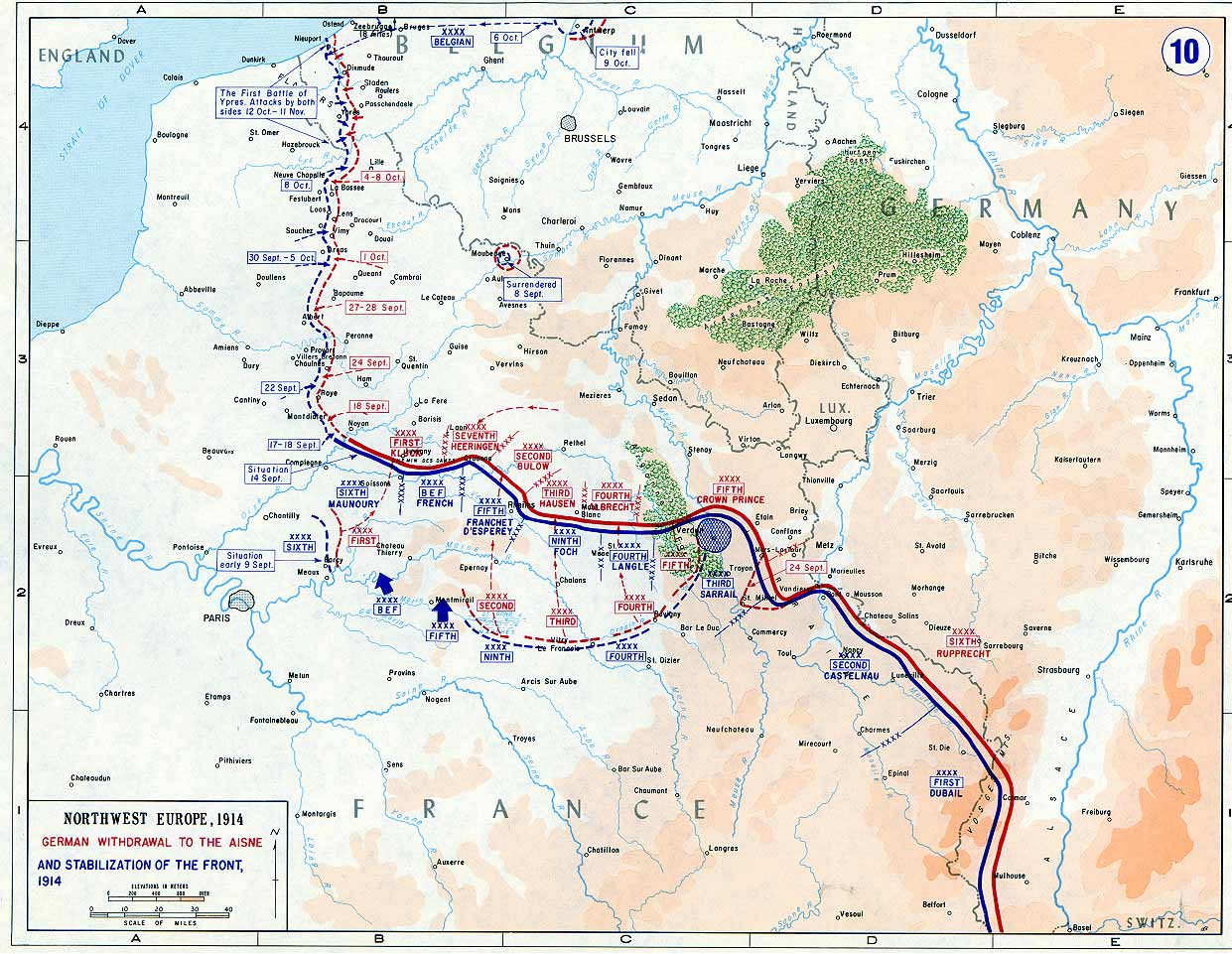
Stabilisation du front en 1914, sur des positions, qui, notamment derrière l'Yser (tout en haut de la carte) ne se modifieront guère avant l'automne 1918.

#### La victoire de l'Yser
L'armée belge, après avoir retenu 150 000 Allemands autour d'Anvers avec ses trois ceintures fortifiées, en lançant trois sorties entre le 21 septembre et le 4 octobre, va faire retraite sur l'Yser, où elle fera front victorieusement réunie aux armées française et anglaise, derrière les inondations tendues sur la plaine flamande par l'ouverture des vannes permettant l'irruption de l'eau de la mer du Nord sur la plaine dont le niveau est situé sous le niveau de la mer. La Belgique reste occupée pendant toute la guerre, sauf derrière la ligne de front de l'Yser. Le gouvernement est contraint de s'installer à Sainte-Adresse, dans la banlieue du Havre, à partir du 13 octobre 1914.
Cependant, la force publique du Congo, l'armée coloniale, remporte au prix de lourds sacrifices d'éclatantes victoires sous commandement belge contre les colonies allemandes au Cameroun et en Afrique Orientale en liaison avec les forces des colonies françaises, britanniques et portugaises. Après la guerre, la Belgique obtient - de la Société des Nations - la tutelle d'anciennes colonies allemandes, le Ruanda et le Burundi et la réunion de régions de langue allemande de l'est du pays, les cantons d'Eupen et de Malmedy.

### Politique allemande dans la Belgique occupée

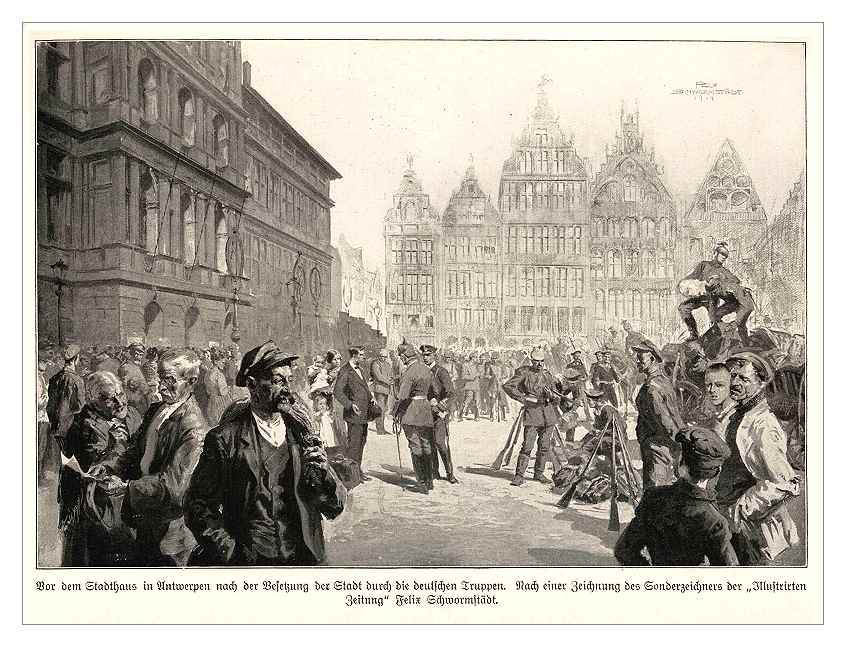
La place de l'hôtel de ville à Anvers sous l'occupation allemande, dessin de Felix Schwormstädt, Illustrirte Zeitung, v. 1914-1918.

Le gouverneur-général allemand Moritz von Bissing exécute la Flamenpolitik : il néerlandise l'université de Gand, qui devient alors la première université uniquement néerlandophone, et crée une commission afin d'organiser la division de la Belgique, tandis que le chancelier allemand Theobald von Bethmann Hollweg encourage les nationalistes flamands à déclarer leur indépendance et à s'intégrer dans la sphère germanique. Dans ce contexte, il signe le décret du 21 mars 1917 séparant la Belgique en deux régions administratives : la Flandre et la Wallonie. Prenant en compte la reconnaissance par le mouvement wallon de Namur comme ville la plus centrale de Wallonie en 1912, il y établit l'administration wallonne. Il réalise une autre revendication du mouvement wallon (la création du Brabant wallon) en séparant la province de Brabant en deux parties : l'arrondissement de Nivelles est rattaché à la Wallonie. La Flandre, quant à elle, a Bruxelles pour capitale et regroupe les quatre provinces du nord du pays ainsi que les arrondissements de Bruxelles et Louvain. Il s'agit de la première tentative historique de séparation de la Belgique sur base linguistique. La même année, le Conseil de Flandre, instauré par l'occupant, proclama la déchéance du roi Albert, suivant les arguments juridiques d'Alfons Jonckx à propos de la prétendue illégalité de son accession au trône. Maximilian von Sandt fut nommé à la tête de l'administration civile allemande.
La résistance à l'occupant (terme anachronique car il s'applique à la Résistance intérieure belge de la Seconde Guerre mondiale) s'illustre par la foi patriotique symbolisée par le cardinal Mercier qui attire croyants comme athées dans les églises où elle peut se manifester. La lutte clandestine ne prend pas la forme de résistance armée ou de sabotage, mais se manifeste essentiellement par du renseignement, de l'aide à l'évasion (grâce à 200 petits réseaux de résistance de répertoriés, et à des figures de la résistance comme Edith Cavell, Gabrielle Petit, Philippe Baucq, Louise Thuliez), ou de la publication de journaux comme La Libre Belgique clandestine.
À l'opposé, cette occupation allemande est l'occasion pour certains Belges, que l'on appelle en Belgique les « inciviques », de pratiquer la collaboration (profiteurs de guerre, « accapareurs » et « affameurs » tirant parti du marché noir ; traîtres travaillant avec le contre-espionnage allemand pour démanteler les réseaux de résistance ; activistes flamingants en faveur de la Flamenpolitik allemande avec comme figure de proue Auguste Borms). Soumis à la vindicte populaire à la fin de la guerre, certains sont condamnés à mort au nom des héros et des martyrs, tel Joseph Douhard, agent de la police allemande chargé de dénoncer les organisations de passage à la frontière hollandaise et les espions patriotes.

### Les opérations en Afrique
Entre-temps, les troupes belgo-congolaises, à l'aide d'hydravions, inaugurant le premier combat aéronaval, neutralisèrent le ferry allemand Graf von Götzen (1 575 t) sur le Lac Tanganyika devant Ujiji (10 juin 1916), ce qui permit à celles-ci de chasser les Allemands de leur colonie de l'Est Africain (futur Tanganyika, puis Tanzanie) avec, à la clef, la prise de Tabora (21 septembre 1916), puis de Mahenge, bien avant que les Britanniques, pris de court, ne s'organisent.
À titre anecdotique, il y a lieu d'ajouter que le drapeau belge, en guise d'hommage aux services rendus, flottera au centre de Tabora durant un demi-siècle, jusqu'au-delà de la décolonisation du protectorat du Tanganyika.

### Fin de la guerre
Après la signature de l'Armistice le 11 novembre 1918, le roi se rend à cheval en uniforme de général au Palais de la Nation le 22 novembre 1918, date à laquelle il prononce devant les Chambres réunies le discours qui, rendant compte des opérations militaires du passé et annonçant le programme politique de l'avenir (dont l'élément le plus important est le suffrage universel pour les hommes de plus de 21 ans), clôture symboliquement le conflit.
Les pertes humaines se sont élevées entre 75 000 et 130 000, dont 36 000 à 46 000 tués.

## La sortie de Guerre

### La Paix

#### Le traité de Versailles
La Conférence de Paris, qui ouvre en janvier 1919, est chargée de négocier le traité de Versailles. La Belgique n'a droit à aucune reconnaissance pour sa résistance à l'agression. Elle n'est pas considérée à l'égal des quatre grandes puissances « ayant donné, leur sol, leur sang et leur trésor, à la cause commune ». C'est la position des gouvernements du Royaume-Uni, de France, d'Italie et des États-Unis. La Belgique ne prend donc pas une part active à la négociation. Néanmoins, elle obtient du traité de Versailles l'annexion de la région d'Eupen-Malmédy ainsi que des réparations de guerre. Les frontières belges et françaises avec l'Allemagne ainsi que toute la Rhénanie sont démilitarisées. En contrepartie, la Belgique doit renoncer à son statut de neutralité protégée. En 1923, la Société des Nations lui accorde d'ailleurs un mandat en Afrique sur le Ruanda-Urundi.

#### Le traité de Locarno
Le traité de Locarno, signé en 1925 à l'initiative du ministre allemand des Affaires Étrangères Gustav Stresemann prévoit l'inviolabilité des frontières entre l'Allemagne et la Belgique et entre l'Allemagne et la France. Ces frontières sont garanties par l'Allemagne, la France, le Royaume-Uni, la Belgique et l'Italie, chacun des pays s'engageant à intervenir militairement contre un pays ne respectant pas ce traité. Le statut de zone démilitarisée de la Rhénanie est confirmé.

### Regain de popularité du nationalisme flamand
Le nationalisme flamand gagne une grande popularité, notamment avec l'élection triomphale d'Auguste Borms en 1928 à Anvers. Ce nationalisme flamand n'est pas nécessairement contrebalancé (en Flandre) par une mémoire nationale belge.
Les premières difficultés économiques se font sentir. Des grèves violentes éclatent notamment en 1932. C'est cette année qu'est tracée la première frontière linguistique entre Flandre et Wallonie.

### La divergence des mémoires
La mémoire de la guerre en Flandre, c'est son inhumanité que l'on met en exergue en développant la thèse du commandement militaire exercé en français. En Wallonie, malgré des courants pacifistes, le nationalisme belge l'emporte. Voir le tableau: Iconographie = images des personnalités dans les ouvrages parus en 1930. Citation = noms cités au séminaire de L. Van Ypersele UCL, 2001-2002.
| Noms         | Fonction  | Localisation | Iconographie et citation |
| Albert Ier   | Roi       |              | 5/13                     |
| Mercier      | Cardinal  | Wallonie     | 4/10                     |
| Leman        | Militaire | Wallonie     | 3/6                      |
| Élisabeth    | Reine     |              | 3/6                      |
| de Dixmude   | Militaire | Wallonie     | 2/6                      |
| Solvay       | Civil     | Wallonie     | 1/4                      |
| Max          | Civil     | Wallonie     | 1/4                      |
| Francqui     | Civil     | Wallonie     | 1/4                      |
| Petit        | Civil(e)  | Wallonie     | 4/3                      |
| Trésignies   | Militaire | Wallonie     | 4/3                      |
| Michel       | Militaire | Wallonie     | 1/3                      |
| Pirenne      | Civil     | Wallonie     | 1/3                      |
| De Witte     | Militaire | Bruxelles    | 2/3                      |
| Thieffry     | Militaire | Bruxelles    | 2/3                      |
| Nelis        | Militaire | Flandre      | 1/2                      |
| Baucq        | Civil     | Bruxelles    | 3/1                      |
| Beraheim     | Militaire | Bruxelles    | 2/1                      |
| Bertrand     | Militaire | Wallonie     | 2/1                      |
| Coppens      | Civil     | Bruxelles    | 1/1                      |
| De Ceuninck  | Militaire | Flandre      | 2/1                      |
| Collard      | Église    | Wallonie     | 0/1                      |
| Édith Cavell | Civil     | Angleterre   | 1/0                      |
| Collard      | Civil     | Wallonie     | 2/1                      |
| Colson       | Civil     | Wallonie     |                          |
| Grandpré     | Civil     | Wallonie     |                          |
| Lefevvre     | Civil     | Wallonie     |                          |

L. Van Ypersele conclut La mémoire dite nationale semble in fine surtout francophone

## La Belgique des années trente

### La crise économique des années 1930
Dans l'entre-deux-guerres, la Belgique, comme le reste de l'Europe, était atteinte par une crise économique majeure. De 1923 à 1929, l'indice de la production était passé de 100 à 140. Dans la deuxième moitié de 1930, il descendit à 108 et, par rapport à un indice 100 en 1929, il tombait à 67 en 1934 (pour ensuite se redresser et baisser à nouveau en 1938). En 1934, 40 % des inscrits à une caisse de chômage se retrouvèrent sans emploi. Mais les prix diminuèrent, mettant à l'aise ceux qui avaient gardé un travail. En revanche, les prix agricoles s'effondrèrent (il y avait encore 15 % de la population active dans le pays en agriculture). Les mineurs avaient vu leur salaire nominal baisser de 35 %. Ils se lancèrent dans une grève très dure au bout de laquelle le Palais du Peuple à Charleroi dut être défendu par les gendarmes. On misa d'abord sur une politique déflatoire, puis sur une politique inverse: dévaluation de la monnaie, intervention de l'État, travaux publics. Henri De Man lança son fameux Plan du Travail qui ne fut que partiellement exécuté. Une grève générale en 1936 obtint des avantages comparables à ceux obtenus en France (liberté syndicale, congés payés, salaire minimum, augmentation des allocations familiales, et semaine de 40 heures dans certains secteurs). Les holdings bruxellois et wallons n'investissaient plus guère en Wallonie dans de nouveaux secteurs comme la construction métallique: à moyen terme, cette abstention allait devenir fatale. En revanche, la finance flamande se réorganisa. Devant l'échec de son action dans le cadre démocratique, De Man évolua petit à petit vers des conceptions autoritaires. Les communistes sortirent de leur marginalité. Les nationalistes flamands du VNV (Vlaams Nationaal Verbond), dont le parti englobait des éléments autoritaires ou fascisants ne fit que gagner aux élections jusqu'à la guerre. La faillite des banques du monde chrétien (Algemene Bankvereeniging), la Banque du Travail d'Anseele, les cumuls de mandats chez un grand nombre de parlementaires alimenta la propagande populiste ou poujadiste de Léon Degrelle qui obtint un important succès électoral à Bruxelles (18,50 % des voix), un peu moindre en Wallonie (15,16 %) et encore moins important en Flandre, quoique malgré tout impressionnant (7,01 %). Degrelle fit démissionner tous les députés rexistes bruxellois en 1937 pour provoquer une élection partielle où il affronta le Premier Ministre Paul Van Zeeland. Il fut condamné par le Cardinal Van Roey et c'est ce qui explique sa défaite contre le Premier Ministre également soutenu par tous les partis traditionnels. Le Parti Catholique créa deux ailes distinctes, le Katholieke Vlaamse Volkspartij (nl) et le Parti Catholique Social. En 1938 se tinrent un Congrès socialiste wallon et un Congrès communiste wallon. Parallèlement à l'instabilité ministérielle, on observe aussi des évolutions vers l'autonomie de la Flandre et de la Wallonie avec l'installation de deux conseils culturels, l'un français, l'autre néerlandais avec voie consultative.

### La politique des mains libres
Le 7 mars 1936, Hitler réoccupe militairement la Rhénanie en violation des traités de Versailles et de Locarno. Le gouvernement belge propose son assistance militaire à la France, mais cette dernière, influencée par la Grande-Bretagne, refuse d'engager une action militaire. La Belgique, la France et le Royaume-Uni confirment le 19 mars leurs obligations d'assistance mutuelle et appellent l'Allemagne et l'Italie à renégocier un nouveau pacte.
Lorsque la France conclut des pactes avec la Tchécoslovaquie et l'URSS, la Belgique craint une nouvelle guerre franco-allemande, d'autant plus que la ligne Maginot ne s'étend pas au sud de la frontière belge, découvrant ainsi le territoire français de l'Ardenne à la mer. C'était comme si les plans français voulaient inciter l'Allemagne à contourner la ligne Maginot pour attaquer la France en passant par la Belgique comme en 1914. De ce fait, les armées françaises devraient nécessairement passer par le territoire belge pour affronter les armées allemandes. Afin d'éviter d'être entraînés ainsi dans une guerre qu'ils ne souhaitent pas, le Roi et le gouvernement belge redéfinissent la politique étrangère de la Belgique en négociant avec l'Angleterre et la France la reconnaissance du droit de la Belgique de ne pas intervenir si elle n'est pas provoquée et en réarmant le pays de façon à décourager tout éventuel agresseur. Ce renouvellement de la neutralité devrait retenir l'Allemagne de bafouer l'indépendance belge, comme en 1914, mais pour autant que la Belgique se constitue une force militaire suffisamment imposante pour en imposer à l'état-major allemand. Les pacifistes, en particulier des socialistes et des Wallons (Georges Truffaut, François Bovesse, l'Abbé Mahieu…) s’opposent à cette politique. Celle-ci, qui est défendue notamment par le Bruxellois francophone Paul-Henri Spaak, est menée sous la pression de la Flandre,.
Cette politique belge est ratifiée par la France et l'Angleterre lors de la déclaration du 24 avril 1937 et est enregistrée par la Société des Nations, ce qui lui donne force de traité. Et, de plus, les deux puissances promettent leur assistance si la Belgique était attaquée.

### L'armée belge divisée en régiments wallons et flamands
Les lois de 1938 votées par la majorité flamande au Parlement contre pratiquement tous les députés wallons, instaurent des régiments wallons et flamands. La conséquence de cette loi, c'est que l'on va pouvoir nettement distinguer les deux types d'unités. Bien que les Congrès de « Concentration wallonne » de l'Abbé Mahieu regroupent des gens très radicaux, leurs discours expriment bien le malaise wallon avant 1940.

## La Seconde Guerre mondiale
Pour un article plus général, voir Seconde Guerre mondiale.
Après l'invasion de la Pologne, le 1er septembre 1939, l'armée belge déploie ses forces à ses frontières, face à l'Allemagne, mais aussi face à la France et les communications entre les États-Majors belges et Alliés paraissent être à un niveau minimum. Il n'en est rien. En réalité, le roi Léopold III et le général en chef Gamelin sont en communication secrète par le canal d'officiers belges et français, ainsi que le général Gamelin le reconnut dans ses mémoires,,. De ce fait, les grandes lignes du plan allemand, connu par les Belges à la suite de la capture de documents de la Wehrmacht,, étaient transmises aux états-majors français et anglais. Elles concernaient le report de l'attaque allemande vers le sud. L'Ardenne était clairement désignée, ce qui fut communiqué par un message du roi Léopold III envoyé directement au général Gamelin en mars 1940.
La moitié des réserves d'or de la Banque nationale de Belgique ont été prudemment expédiée aux États-Unis. L'autre moitié - environ 210 tonnes - fut confiée à la Banque de France, laquelle parvint à l'exporter en Afrique du Nord avant la signature de l'armistice avec l'Allemagne. Cela démontrait l'affinité de la politique belge envers la France et le monde libre, contrairement à une certaine croyance selon laquelle la neutralité belge faisait le jeu de l'Allemagne. Plus tard, les Allemands ne manquèrent pas de relever le fait pour accuser la Belgique de collusion secrète avec les ennemis de l'Allemagne. De fait, c'était le cas malgré les menées de l'extrême droite flamingante représentée au parlement de Bruxelles par le VNV, parti d'opinion fasciste et même néo nazie, comme son ralliement au régime nazi allait le prouver sous l'occupation allemande.
Mais les autorités allemandes entendaient bien mettre la main sur l'or belge et, après quantités de péripéties, réussirent finalement à le ramener en Allemagne entre 1941 et 1942.
En mai 1940, la Belgique est à nouveau envahie par l'Allemagne. L'armée belge compte 650 000 hommes, soit deux fois plus qu'en 1914. À ce chiffre, l'état-major ajoute 40 000 jeunes de la classe 1940 immédiatement envoyés en France pour y recevoir une formation militaire. En plus, 10 000 gendarmes formés militairement exercent le rôle de prévôté militaire, c'est-à-dire de police de l'armée. Ils sont aussi chargés de traquer une éventuelle cinquième colonne pro allemande, de concert avec la police et le contre espionnage militaire. Aux effectifs de l'exceptionnel effort de mobilisation s'ajoute encore 280 000 hommes représentant les classes de 1941 à 1944 ainsi que 89 000 ajournés et sursitaires des années 35 à 40. Mais le temps manque pour former ces nouveaux appelés et le déclenchement de l'offensive éclair des Allemands ne permettra pas d'incorporer ces effectifs. On compte aussi sur les engagés volontaires, comme en 1914. Au total, plus ou moins 700 000 hommes s'alignent sur un front de 500 kilomètres allant de l'Escaut à l'Ardenne. C'est un effort représentant 8 % de la population belge, soit une proportion supérieure au pourcentage que les Français et les Anglais ont engagé dans leurs mobilisations militaires.

### La campagne des 18 jours

Les six premiers jours de la campagne: les panzers passent la Meuse

Le 10 mai 1940, jour de l'attaque contre la Belgique et les Pays-Bas, l'armée belge est d'emblée tournée sur sa gauche par la défaite hollandaise à Maastricht, percée par l'armée allemande sur le canal Albert, puis par la chute, le 11 mai, du Fort d'Ében-Émael, réputé imprenable, mais pris par des troupes aéroportées amenées en planeurs et utilisant des charges creuses, explosif inconnu des alliés. De plus, l'armée voit poindre, sur sa droite, une autre menace venant de la percée de Sedan, sur le front français, à partir du 12 mai 1940. Ce n'était pas faute, pour les combattants des Chasseurs ardennais, une troupe d'élite de l'armée belge, d'avoir rempli leur rôle de troupes de retardement en arrêtant l'offensive allemande des Ardennes les 10 et 11 mai, lors des combats de Bodange, Martelange et Chabrehez et aussi à Nimy et Vitry[Lequel ?], où des troupes allemandes déposées sur les arrières belges par des avions légers sont repoussées. Mais la défense française, sous les ordres du général Huntziger, dans le secteur de Sedan, est incapable d'arrêter l'offensive allemande, alors que les Français, mobilisés pendant les huit mois de la drôle de guerre, avaient eu deux ultimes journées de répit pour se préparer. De plus, des avertissements précis relatifs au secteur de l'offensive principale de l'ennemi étaient venus de sources fiables à plusieurs reprises. Des attachés militaires alliés en Allemagne et même le Vatican communiquaient des informations au fur et à mesure qu'avaient lieu les reports de l'offensive allemande,, tout comme l'état-major belge, qui annonçait que l'attaque principale aurait lieu en Ardenne. Mais la puissance de celle-ci surprit tout le monde dans le camp allié. Ensuite, pendant 18 jours, les armées françaises et anglaises entrées en Belgique furent en recul constant, de même que l'armée belge. Malgré la victoire française de Gembloux et une bataille de l'armée belge sur la Dendre, la Wehrmacht, opérant par percées profondes de chars appuyés par une aviation en surclassement, poussa vers la Meuse dès le 12 mai dans le but d'isoler les forces alliées du nord, y réussissant lorsqu'elle atteignit Abbeville le 21 mai.

A la veille de la bataille de la Lys

De fait, malgré l'absence de directives précises du générallisme français Gamelin, les forces alliées adoptent une stratégie de défense fondée sur l'occupation d'une ligne KW allant d'Anvers à Wavre, s'agissant d'une position préparée pour une bataille d'arrêt grâce à des fortins complétés par des éléments anti-chars Cointet. Le trou entre Wavre et Namur était à combler par des troupes françaises et belges. Mais comme les panzers ont passé la Meuse dès le 13 et le 14 mai, la Position fortifiée de Namur est abandonnée unilatéralement par les Français du général Blanchard par décision du général Billotte, le commandant belge étant prévenu tardivement par un commandant local, le général Deffontaine du VIIe corps. Les troupes belges de Namur se trouvent donc menacées d'abandon et il ne reste à l'état-major du roi Léopold III qu'à ordonner l'évacuation pour appliquer la stratégie de coordination entendue avec les Français (mais qui, dans le cas de la défense de Namur, est une stratégie imposée unilatéralement). C'est donc toute la ligne Anvers-Wavre qui cède. L'armée belge effectue alors son repli vers l'Escaut, puis c'est un nouveau recul imposé par les débordements des chars allemands et, finalement, l'armée belge va livrer une bataille d'arrêt sur la Lys. Certains auteurs militaires rapportent, notamment le Général Weygand, nouveau généralissime français, qu'il avait été proposé au roi Léopold III de reculer jusqu'à l'Yser, coupure plus facile à défendre. Mais le roi ne voulait pas entendre parler d'un recul de plus qui aurait entraîné l'abandon de presque tout le territoire national.
En 1914, l'Yser avait été le théâtre d'une défense victorieuse de l'armée belge alliée au franco-anglais. Mais, en 1940, du fait de l'évolution des armements, dont l'apparition de l'aviation, on ne pouvait plus croire que la superficie restreinte entre ce fleuve et la mer laisserait à l'armée belge
la possibilité de se ménager des installations logistiques arrières préservées du feu de l'armée allemande, un sanctuaire comme pendant les quatre ans de la Première Guerre mondiale. La défense de Dunkerque par les Franco-Anglais devait le prouver la semaine suivante.
Finalement, les Belges seront battus après la seule vraie bataille d'arrêt de toute la campagne alliée de 1940, la bataille de la Lys. Cette ultime résistance, l'armée belge la soutint du 23 au 28 mai 1940, alors qu'elle était laissée seule par le retrait de l'armée anglaise, à sa droite. Malgré l'artillerie belge - souvent supérieure à l'artillerie que les Allemands avaient massée contre elle - la bataille de la Lys ne fut plus qu'un baroud d'honneur où périrent la moitié des militaires belges engagés en plus de nombreux blessés qu'il était impossible d'évacuer et qui finirent par mourir ou être soignés dans les hôpitaux civils où on les cacha. Il était trop tard pour que les alliés redressent la situation. Aussi, les Anglais préparaient-ils leur rembarquement à Dunkerque, mais sans prévenir l'état-major belge, comme cela a été prouvé par l'absence de Lord Gort à la conférence d'Ypres. Celle-ci avait été provoquée par le général Weygand nouvellement nommé à la place du général Gamelin. Il s'agissait de provoquer deux contre attaques, l'une des Belges, Français et Anglais venant du nord, l'autre des Français montant du Sud pour couper les pointes allemandes qui déferlaient vers la Manche. Mais l'armée anglaise préparait son rembarquement en abandonnant la droite du front belge, ce qui motiva cette phrase du général anglais Pownall (en) : nous nous fichons complètement de ce qui peut arriver aux Belges. Et Lord Gort, commandant en chef anglais, d'ajouter: Les Belges nous prennent-ils pour de vrais salauds ? Ces paroles historiques sont rapportées par l'amiral Keyes, attaché militaire anglais auprès du roi des Belges.

#### La reddition du 28 mai, la bataille de Dunkerque

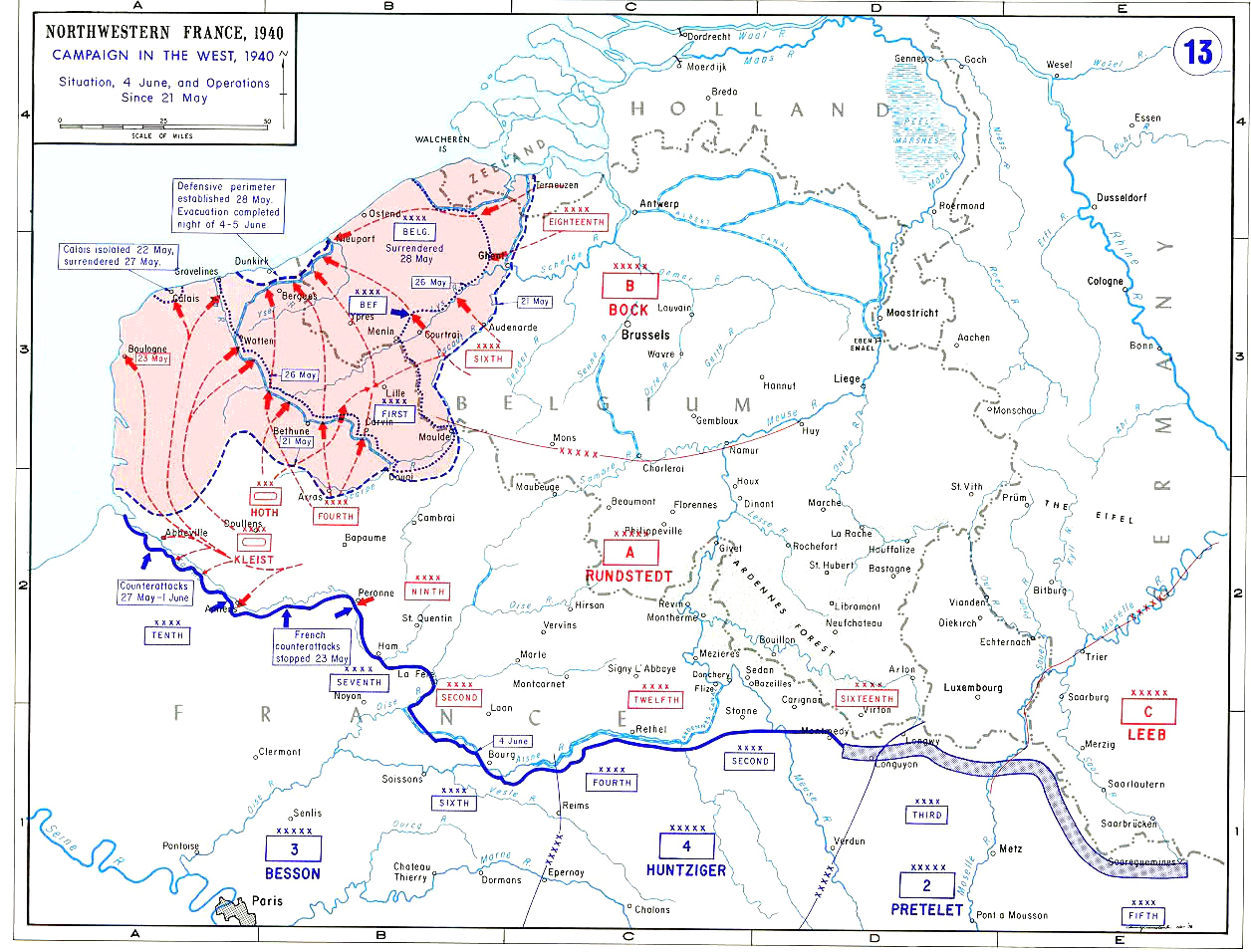
Dunkerque, défense, rembarquement jusqu'au 4 juin

Dès ce moment, Léopold III envisage une reddition malgré l'opposition de son conseiller militaire, le général Raoul Van Overstraeten (voyez bataille de la Lys). La capture des derniers forts de l'est par les soldats allemands s'achève (le dernier, le fort de Tancrémont résiste même jusqu'au 29 mai, par ignorance de l'acte de reddition du 28). L'armée anglaise étant en retraite, le roi Léopold III a décidé la reddition contre l'avis du gouvernement qui quitte la Belgique porteur de tous ses pouvoirs, n'ayant ni démissionné ni été révoqué par le roi. Celui-ci en aurait le droit constitutionnel, mais à la condition d'obtenir l'aval d'un seul ministre, ce qu'il ne demanda pas.
Le 27 mai, l'armée belge atteint le seuil de l'effondrement, étant au bord de la pénurie de munitions, alors que l'armée anglaise, qui combat sur sa droite, a abandonné le front pour faire retraite vers Dunkerque. Le roi, qui avait déjà prévenu les alliés dans les jours précédents, envoie un ultime message radio au Q.G. français. Celui-ci est capté par le service d'écoute de l'armée française, ce qui ne peut plus rien changer et l'armée belge cesse le combat le 28 mai à 4h du matin (après avoir évacué, dans des camions belges, des troupes françaises vers Dunkerque, pour leur éviter la capture).
Malgré les ministres qui veulent éviter la capture du roi par les Allemands, Léopold III veut rester, croyant que par sa présence de chef légal de l'État, il peut faire obstacle au démembrement de la Belgique par les Allemands, comme ceux-ci l'avaient déjà entrepris en 1914-1918.
Dès le jour de la reddition, ce qui reste de l'armée belge est capturé dans sa quasi-totalité. Mais les Français et les Anglais vont se défendre le dos à la mer, autour de Dunkerque jusqu'au 4 juin, lors de la bataille de Dunkerque qui permettra le rembarquement des troupes anglaises ainsi que de nombreux Français avant de se terminer par une défaite inéluctable scellée par la reddition de centaines de milliers d'hommes et la perte de tout leur matériel. Il reste que, pour le professeur Henri Bernard, une meilleure liaison avec les Alliés aurait permis à l'armée belge de tenir plus longtemps et de faire passer en Angleterre jusqu'à l'équivalent de 5 ou 6 Divisions.
La campagne des dix-huit jours a coûté la vie à 12 033 Belges. Le sort des militaires belges prisonniers ne fut pas certain dès la capitulation. Les Allemands ne savaient pas encore ce qu'ils allaient faire d'eux. Un certain nombre de soldats belges, qui avaient été faits prisonniers durant les combats, étaient gardés, en Belgique, dans des camps improvisés mal surveillés et beaucoup parvinrent à s'en évader. Pour les autres, l'Allemagne choisit de les emmener en captivité et, à partir de la fin du mois de mai, 225 000 hommes furent transportés en Allemagne en train ou en bateau. D'autres suivirent en camions et autocars réquisitionnés, notamment les officiers qui furent internés dans les Oflags (Offizierslager), principalement à Prenzlau, Tibor et Luckenwalde. Les autres militaires furent envoyés dans les stalags (Soldatenlager). Mais, dès la fin du mois de mai, près de 300 000 hommes furent relâchés, considérés comme nécessaires pour remettre sur pied l'activité économique de la Belgique que les Allemands comptaient utiliser à leur profit.
Dans le cadre de la Flamenpolitik, Hitler libéra les miliciens, sous-officiers et officiers de réserve néerlandophones. De nombreux militaires francophones, dont pratiquement tous les Bruxellois, réussirent à passer le test linguistique et perçurent le Entlassungsschein leur permettant regagner leur foyer. Au total, quelque 70 000 militaires restèrent prisonniers jusqu'à la fin de la guerre, la plupart des Wallons, mais aussi 4 500 néerlandophones, principalement des gradés, dont 2 000 soldats originaires de Bruxelles.

### Rupture de Léopold III avec le Gouvernement Pierlot
La décision du roi souleva la réprobation des gouvernements belge, français et anglais, ainsi que du Parlement exilé à Limoges qui désavoua la capitulation, le 31 mai, mais sans être en nombre suffisant, pour pouvoir formuler un vote valable, beaucoup de parlementaires étant injoignables, soit qu'ils fussent dans l'armée, soit en exode, soit restés en Belgique. Le roi considérait qu'il n'était lié qu'au devoir de défendre le territoire belge, à l'exemple de son père en 1914 dont, cependant, il s'inspira de manière trop rigide. Son but était de faire obstacle, par sa présence, à toute politique de division de la Belgique par l'occupant allemand, comme celui-ci l'avait fait durant l'autre guerre, lorsque l'administration francophone avait été installée à Namur dans le but de créer une Wallonie séparée de la Flandre avec Bruxelles pour capitale.
Léopold III resta donc à Bruxelles, considéré comme prisonnier de guerre, refusant d'exercer des fonctions officielles, même si le chancelier Adolf Hitler le convoqua pour une entrevue dont il ne sortit rien, le roi n'étant sorti de sa réserve que pour plaider la libération des prisonniers. Le roi avait d'ailleurs dit à l'officier de liaison anglais Keyes qui l'accompagna à l'état-major durant les combats et jusqu'à la capitulation qu'il ne pouvait être question d'une paix séparée avec l'Allemagne. D'autre part, le roi ne révoqua pas les ministres lors de la rupture du 27 mai 1940, comme il en avait le pouvoir. Ceux-ci purent donc exercer leur autorité de gouvernement en exil durant toute la guerre et sans qu'il y eût la moindre suspicion sur la légalité de leur statut à la tête du Congo et des Belges libres. Cela se traduisit par trois escadrilles belges dans la Royal Air Force, par toute la marine de commerce au service des alliés, par la reconstitution d'une force terrestre en Grande-Bretagne, qui participa aux combats de la libération, et par les victoires de l'armée du Congo contre les Italiens en Abyssinie. En plus, le Congo belge participa à l'effort de guerre par des livraisons de matières premières alimentaires et minérales, cuivre, étain tungstène et, surtout, uranium. En tout, 100 000 Belges participèrent directement à l'effort de guerre.
Pendant ce temps, en Belgique, le roi Léopold III, en 1941, épousa mademoiselle Lilian Baels, ce qui ne correspondait pas avec le statut de prisonnier dans lequel il affirmait se trouver. Ce mariage fut considéré comme une maladresse, pour le moins, alors que les soldats prisonniers en Allemagne ne savaient pas quand ils pourraient rentrer en Belgique pour y retrouver leurs familles. Mais l'autorité du cardinal Joseph Van Roey avait imposé que le roi épouse sa maîtresse, un roi catholique ne pouvant vivre en concubinage.

### Sous le joug nazi: pénurie, exploitation, terreur
Placée sous une administration militaire dirigée par le général Alexander von Falkenhausen, la Belgique occupée est soumise comme partout en Europe occupée au pillage économique et alimentaire, ainsi qu'au règne de la pénurie et du système D. L'inflation sévit, le marché noir et les trafics en tous genres prospèrent.
Sous l'autorité du patron de la toute-puissante Société Générale, le gouverneur Alexandre Galopin, le patronat belge accepte de travailler pour l'Allemagne, mais à condition qu'il ne s'agisse pas de produits à destination militaire. C'est la doctrine Galopin qui répond à la demande formulée par le gouvernement belge faite aux représentants des grandes entreprises et des banques d'avoir à assurer la vie économique de la Belgique sous l'occupation, dans une situation « acrobatique » consistant à collaborer pour éviter les déportations et nourrir la population, mais sans aider l'Allemagne dans son effort de guerre. Il s'agit d'organiser un double jeu pour éviter le pire. Les secrétaires généraux des ministères sont donc dans une situation difficile. Certains sont révoqués par l'occupant et sont remplacés par des sympathisants du nazisme. En fin de compte, certaines entreprises collaborent jusqu'à participer, de fait, à la production de guerre allemande et certains fonctionnaires feront de même. Les réfractaires sont démis par le gouverneur allemand ou même arrêtés. Des magistrats, des hauts fonctionnaires et des bourgmestres sont démis de leurs fonctions et certains dont un bon nombre sont déportés. C'est le cas du bourgmestre de Bruxelles Joseph Vandemeulebroek, qui est déporté pour avoir fait placarder une affiche proclamant qu'il est la seule autorité légale. Il avait déjà refusé que sa police aide les Allemands à arrêter les Juifs, et ce sera le cas de son successeur Jules Coelst qui sera révoqué pour être remplacé par un collaborateur des Allemands. Le gouverneur de la société générale de Belgique, Galopin - qui pilote l'industrie belge dans la tourmente - sera même assassiné par des collaborateurs de l'Allemagne qui considèrent qu'il roule les Allemands en jouant double jeu en faveur des alliés.
À partir de 1942, l'occupant instaure un travail forcé pour les ouvriers et les jeunes de Belgique, qui s'effectue sur les chantiers du Mur de l'Atlantique des côtes belge et française, puis dans les usines de guerre en Allemagne nazie même. Le Service du travail obligatoire touchera plusieurs centaines de milliers de personnes, sans oublier les nombreux volontaires déjà partis auparavant travailler outre-Rhin pour fuir le chômage et la pénurie, sur promesse d'un salaire et de conditions de vie identiques à celles des travailleurs allemands. Mais ils seront parqués dans des logements rudimentaires et étroitement surveillés par la police allemande. Certains parviendront cependant à saboter leur travail, surtout dans l'industrie mécanique vouée aux fabrications militaires.
Des exactions allemandes comparables à celles de 1914 ont marqué la conquête et l'occupation de la Belgique, ainsi lors du massacre de Vinkt le 27 mai 1940. Par la suite, en représailles aux attentats de la Résistance qui commencent en 1941, l'occupant procède à l'exécution de 240 otages de l'automne 1941 à juillet 1944. Entre mi-juillet et début septembre 1944, 65 autres sont assassinés sur ordre de la nouvelle administration civile SS. Les huit derniers mois de l'Occupation, en 1944, seront de loin les plus brutaux, avec un record d'arrestations et la multiplication des exactions par les Allemands et leurs collaborateurs. Le sinistre fort de Breendonk, près d'Anvers, à la fois lieu de torture, d'exécutions et d'internement de même qu'antichambre des camps de concentration nazis pour des milliers de personnes, est resté le symbole de la terreur et de la répression en Belgique.

### LaShoahen Belgique
À partir de l'été 1942, la Solution Finale est mise en œuvre en Belgique. Pour ne pas braquer l'opinion publique, les Allemands ne s'en prennent habilement qu'aux seuls Juifs étrangers, et exemptent les Juifs belges de la déportation (or plus de 90 % des 70 000 Juifs présents en Belgique en 1940 sont des immigrés).
Les ordres allemands sont relayés au sein de la communauté juive par le biais des notables de la très controversée Association des Juifs en Belgique, dont ils ont imposé la création. Les SS profitent aussi de la passivité des secrétaires généraux des ministères (chargés de l'administration, en l'absence des ministres partis à Londres), qui ne protesteront jamais contre les déportations sauf à l'automne 1943 lorsque les Allemands rafleront et formeront tardivement un convoi de Juifs belges. Ne disposant eux-mêmes que d'effectifs dérisoires, les Allemands ont besoin pour appliquer leur politique de l'aide des autorités belges. Le bourgmestre de Liège livre la liste des juifs habitant la ville, celui d'Anvers accepte de distribuer les étoiles jaunes obligatoires et prête sa police aux rafles de l'été 1942. Inversement, le bourgmestre de Bruxelles, Jef Vandemeulebroek, refuse fermement de collaborer à la persécution et est déporté. Les conséquences de ces choix opposés sont très visibles : à Anvers, 65 % des Juifs de la métropole seront déportés, contre 37 % de ceux de Bruxelles.
En 28 convois, 24 916 Juifs de tous âges ont été déportés à Auschwitz-Birkenau depuis le camp de transit installé par les SS à Malines dans la caserne Dossin, antichambre de la mort. 15 766 victimes ont été gazées dès leur arrivée, dont les 5 000 enfants déportés, les vieillards, les invalides inaptes au travail forcé et une majorité de femmes. Les autres déportés, condamnés à la mort lente par l'enfer concentrationnaire, ont succombé au travail forcé, aux traitements inhumains, à la faim ou aux marches de la mort. À la fin du IIIe Reich en mai 1945, seuls 1 203 déportés juifs de Belgique sont encore en vie, soit à peine 5 % de ceux qui sont partis.
En à peine deux ans, les Juifs de Belgique ont ainsi été exterminés à 44 %. Par ailleurs, le 15 janvier 1944, les nazis déportent depuis Malines 351 Tziganes de Belgique et du Nord-Pas-de-Calais français : 15 seulement reviendront d'Auschwitz-Birkenau. C'est ainsi 70 % de la communauté rom qui a été anéantie d'un seul coup.
De nombreux Belges se dévouèrent pour sauver des Juifs et notamment pour cacher des milliers d'enfants proscrits. À cette heure[évasif], la Belgique compte environ 1 500 Justes parmi les Nations reconnus par Yad Vashem.

### Résistance et collaboration

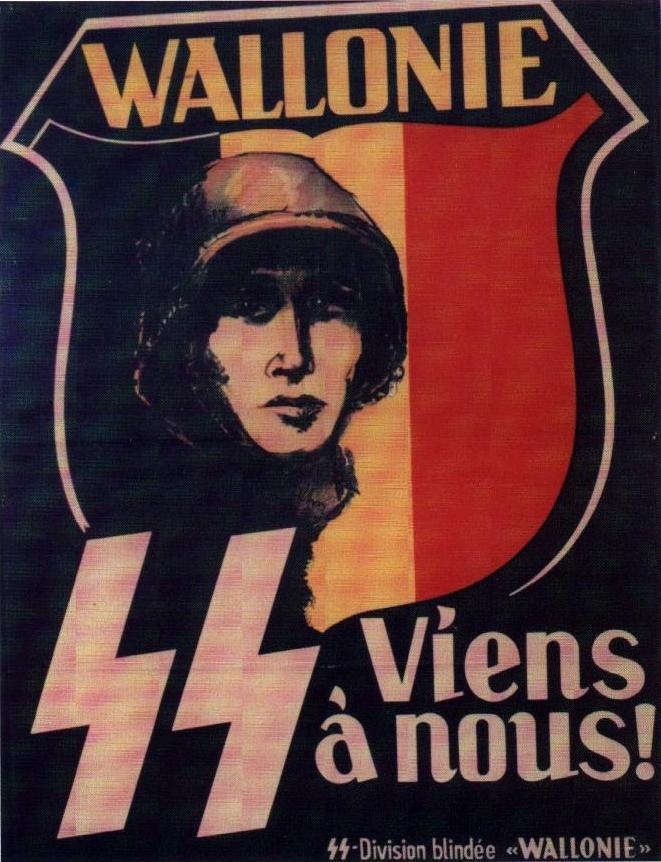
Affiche de recrutement de la SS Wallonie

Pendant cette période troublée, la collaboration apparaît plus importante en Flandre. En fait, une attitude politique en Flandre - parfois séparatiste et pronazie, parfois pas - qui vise à poursuivre les buts du mouvement flamand sous l'Occupation, rend celle-ci plus visible et peut-être plus importante si l'on prend en compte les dossiers ouverts par la Justice pour faits de collaboration (62 % des condamnés pour collaboration seront des Flamands par des tribunaux composés de juges flamands pour respecter la loi sur l'emploi des langues). En Wallonie, la Résistance est plus évidente et efficace, notamment par le nombre plus élevé des attentats (80 % des sabotages commis à travers l'ensemble du pays), la présence de 70 % de la presse clandestine, et un soubassement tant idéologique (communistes, socialistes, chrétiens, prêtres, patriotes belge de droite et de gauche, mouvements wallons), que sociologique (la plus grande industrialisation) plus favorables. 79 titres de journaux de la Résistance sur 95 sont de langue française. 26 016 (60,3 %), prisonniers politiques sur 43 113 sont wallons ou francophones.
Des réseaux d'évasion fonctionnèrent dès la fin de 1940 pour permettre aux Belges qui voulaient quitter le pays de gagner l'Angleterre afin de participer à la guerre. Un réseau, le réseau Comète ((en) Comet line), était spécialisé dans l'évacuation de pilotes des aviations alliées dont les appareils avaient été abattus lors des raids aériens de la R.A.F. et de l'U.S. Air Force. Ces réseaux clandestins s'étendaient à la France et à l’Espagne.
C'est surtout au sud-est de la Belgique, surtout en Ardenne, que la résistance
peut former des nids de combattants clandestins en profitant du terrain accidenté et forestier. Mais des sabotages sur le réseau ferré et dans les usines ont lieu un peu partout, favorisés par les parachutages d'armes et de radio-télégraphistes chargés de la coordination avec le commandement allié de Londres.
Il convient de lire ce qui se rapporte à la résistance avec le sens de la nuance et en répudiant tout manichéisme : la Flandre n'a pas été que collaboratrice et Bruxelles et la Wallonie n'ont pas été que résistants. Sur l'ensemble des résistants arrêtés, 43 % l'ont été en Wallonie, 35 % en Flandres, et 22 % à Bruxelles.
En tout, plus de 30 000 résistants ont subi l'arrestation, dont 15 000 perdront la vie. Plus de 6 000 déportés politiques belges ont péri dans les camps de concentration nazis.
La collaboration a, quant à elle, concerné plusieurs dizaines de milliers d'« inciviques » belges.
Le courant rexiste a perdu de son influence (4 députés en 1939 contre 26 en 1936), et les déclarations de Léon Degrelle sur la germanité des Wallons en janvier 1941, à Liège, le discréditent. Le fait que Degrelle se soit engagé dans la collaboration militaire en est peut-être un signe. La 28e division SS Wallonie représentera la part la plus importante de la collaboration militaire avec l'Allemagne.
Tandis que les collaborateurs sont de plus en plus isolés et haïs, la Résistance active est de plus en plus manifeste et aboutit à des affrontements directs avec les troupes allemandes, surtout dans les semaines qui suivent le débarquement allié de juin 1944. Sans jamais rassembler plus de 3 % de la population adulte, presque exclusivement masculine, la résistance jouit de la sympathie croissante de l'écrasante majorité des Belges.

### Le Roi et le Gouvernement: la Question royale
La résistance passive de la population se traduit par le mauvais gré avec lequel on subit les réquisitions, par les dissimulations de biens susceptibles d'être saisis et parfois par de la complicité avec les réfractaires au travail obligatoire. Ce comportement populaire a parfois été comparé à celui du Roi. Dans la mesure où l'on doit considérer la monarchie constitutionnelle comme une haute magistrature d'influence, il convient de signaler que, via certains membres de son Cabinet qui le couvrent, particulièrement le Comte Capelle, le Roi est resté en contact avec les éléments belges qui administraient la Belgique occupée, parfois des collaborateurs comme le gouverneur du Limbourg, ainsi que les Allemands. Il a pu donner le sentiment à des collaborateurs intellectuels, comme Robert Poulet, qu'il les encourageait, mais aucun acte, parole ou écrit n'a pu être retenu contre lui sur ce point. Mais, par contre, dans son entourage on favorisa la résistance par des livraisons d'armes au M.N.R., le Mouvement national royaliste.
Contrairement à une opinion fort répandue, le roi Léopold III n'est pas resté absolument inerte face aux abus allemands en matière de persécution et de déportation. On a su, après la guerre, qu'il avait envoyé des lettres au Führer, Adolf Hitler, pour protester contre les déportations. En réponse, il fut menacé d'être lui-même déporté et la persécution, ainsi que la déportation des Juifs, les exécutions d'otages et l'envoi de centaines de milliers de travailleurs forcés au STO en Allemagne continuèrent. Si le roi n'a pas personnellement collaboré, des historiens soulignent ses tendances politiques interventionnistes voire autoritaires d'avant-guerre. Celles-ci étaient favorisées par l'instabilité parlementaire et ministérielle qui justifiaient à ses yeux de vouloir exercer une autorité renforcée à la tête de l'État. Ainsi, dans le courant du mois de mai 1940, alors que tout paraît indiquer que la Belgique est à la veille de la guerre, une crise ministérielle avait failli éclater à la suite d'une tentative du Parti catholique de vouloir scinder linguistiquement l'enseignement. Mais le roi avait refusé la démission du gouvernement, obligeant les ministres du Parti catholique à rester au sein du gouvernement. Après la défaite, de nombreux Belges étaient partisans de tirer parti de la situation pour voir instaurer un exécutif fort, voire une « dictature royale ». En décidant dès juillet 1940 d'interdire au Roi toute activité politique, c'est sans doute Hitler lui-même qui a le mieux gardé Léopold III de cette tentation. De toute façon, sa situation de prisonnier dans son palais le plaçait sous l'article de la Constitution belge déclarant le roi dans l'impossibilité de régner. De fait, il savait qu'en l'absence d'un gouvernement et d'un parlement, il se trouvait hors d'état d'exercer seul le pouvoir exécutif, à faute de quoi il aurait bafoué la constitution et se serait mis hors la loi.
D'abord très populaire en 1940 pour être resté au milieu de son peuple, le Roi se retrouve progressivement en décalage croissant avec l'opinion publique en ne donnant aucun signe apparent de solidarité avec la cause alliée, car ses démarches auprès d'Hitler en faveur des Juifs et des travailleurs déportés restent inconnues. De même, il ne donne pas de suite aux démarches entreprises clandestinement par le gouvernement en exil. Il considère la Belgique occupée comme revenue à la « neutralité » d'avant-guerre. En 1940, il donne des instructions aux ambassadeurs belges via l'ambassadeur en Suisse pour qu'ils adoptent une attitude correcte à l'égard des diplomates allemands qu'ils rencontraient lors de leurs inévitables contacts avec le corps diplomatique de pays dans le monde entier. Il exige aussi le retour à la neutralité du Congo belge - le principal atout militaire, économique et financier du gouvernement Pierlot dans sa lutte aux côtés des Alliés, par ailleurs fournisseur des Alliés en uranium indispensable à la construction de la bombe atomique. Dans son autobiographie posthume Pour l'Histoire, publiée en 2001, Léopold III reconnaît avoir donné ces conseils diplomatiques, car ils tendaient à faire penser que l'état de guerre avait cessé entre la Belgique et le Reich.
Durant toute la guerre, cependant, une partie de la Résistance continua à se réclamer du Roi.

### Volonté d'entente avec le Roi du Gouvernement
Le gouvernement d'Hubert Pierlot avait prononcé l'impossibilité de régner dès le 28 mai 1940. Après de nombreuses hésitations à la suite de la défaite française, plusieurs ministres rejoignent Londres. Tout d'abord Marcel-Henri Jaspar, ministre de la Santé, gagne l'Angleterre dès la fin juin 1940, sans l'accord du premier ministre et sera désavoué. Ensuite, début juillet le Ministre des Colonies Albert de Vleeschauwer en mission officielle, sera rejoint en août par le ministre des finances Camille Gutt, puis en octobre 1940 par le Premier Ministre Hubert Pierlot, et Paul-Henri Spaak, ministre des affaires étrangères. Ces derniers, réfugiés en France dans l'espoir que celle-ci continuerait la lutte, avaient été obligés de fuir en traversant clandestinement l'Espagne cachés dans une camionnette à double fond (sous un gouvernement franquiste acquis à l'Allemagne). Le gouvernement ne lève pas l'impossibilité de régner, mais tente à tout prix de se réconcilier avec le Roi qu'il ne désavoue plus publiquement, et même l'honore à la radio de Londres. L'opinion a pu mal comprendre le remariage du Roi en 1941 avec Lilian Baels, et, probablement, s'en est éloignée dans la suite de la guerre, surtout en Wallonie. Cependant, le gouvernement continuera à rechercher l'entente avec le Chef de l'État. En 1942, le beau-père du premier ministre effectuera même une mission clandestine en Belgique dans le but d'établir un contact avec le roi. Mais il est arrêté par les Allemands et sera exécuté avant d'avoir pu exécuter sa mission. En 1945, avec la libération du roi, qui avait été emmené en captivité par les Allemands, le conflit né en 1940 entre lui et le gouvernement apparaît au grand jour.

### Libération du pays et derniers combats (1944-1945)
À partir de 1943-1944, les sabotages et les attentats anti-allemands et anti-collaborationnistes se multiplient, tandis qu'en prélude à l'ouverture du second front, les bombardements alliés frappent durement les cibles stratégiques : ils seront responsables de la mort de près de 10 000 civils belges et en blesseront 40 000 autres.
L'essentiel de la Belgique est libéré en deux semaines au début de septembre 1944. Les Alliés sont à Bruxelles le 3, à Liège le 8. La rapidité de leur avance a rendu sans objet les projets de grève générale et d'insurrection nationale caressés par une partie de la Résistance notamment d'inspiration communiste. La supériorité des chars alliés et l'action de groupes de résistants ont empêché les Allemands de recourir à la terre brûlée. Ainsi, la destruction des installations portuaires d'Anvers est contrecarrée par la Witte Brigade, mouvement de résistance flamand dont les officiers guident les chars anglais lors de la prise de la ville. À la fin de la guerre, le potentiel industriel du pays est en grande partie intact, ce qui facilite un redémarrage économique rapide.
La politique rigoureuse d'assainissement monétaire lancée à l'automne 1944 par le ministre des Finances revenu de Londres, Camille Gutt, réduit par ailleurs l'inflation et, grâce aux revenus du Congo belge, la Belgique est le seul pays européen à ne pas être endetté auprès des États-Unis. Cela lui donne les coudées franches pour vouloir jouer un rôle international sans être contrainte par le poids de ses dettes, comme les autres pays européens qui avaient été envahis. Quant à la situation intérieure, le « pacte social » négocié dans la clandestinité par une partie des syndicalistes et du patronat inspire la création, en 1945, de la Sécurité sociale sous l'égide du gouvernement d'union nationale présidé par le socialiste Achille Van Acker.
Tandis que l'épuration spontanée ou légale s'abat sur des milliers de collaborateurs, le gouvernement Pierlot rentre à Bruxelles le 8 septembre et fait confier la régence le 21 au prince Charles de Belgique. Les partis politiques se reconstituent. Malgré la vive protestation du Parti communiste belge, qui quitte le gouvernement, le désarmement des anciens résistants est décidé en novembre 1944.
La libération n'arrête pas la guerre : la Belgique reste tout l'hiver sur la ligne de front. En octobre-novembre 1944, Hitler déchaîne les V1 et les V2 sur Anvers et Liège : environ 12 000 de ces premiers missiles de l'Histoire tombent sur des cibles civiles, tuant 6 500 personnes et en blessant 22 500 autres. Fin décembre, la bataille des Ardennes entraîne de nouvelles destructions graves dans l'est du pays, ainsi que des atrocités commises par les Allemands sur la population civile, comme 1914 et en 1940.
En mai 1945, la fin du IIIe Reich permet le rapatriement des prisonniers de guerre et de près de 300 000 Belges déportés ou travailleurs volontaires et forcés en Allemagne. Le roi Léopold III, emmené avec sa famille en Allemagne où il a subi diverses avanies nazies, est abandonné par ses geôliers et se retrouve libre avec les siens sous la protection de l'armée américaine. C'est alors que va éclater au grand jour ce que l'on va appeler la question royale fondée sur le différend né en 1940 entre le roi et le gouvernement.

### L'enlèvement du Roi. SonTestament politique
Depuis 1940, le roi est accusé d'avoir rompu, de fait, l’alliance avec la France et l'Angleterre. Son gouvernement s’oppose à lui catégoriquement depuis Paris (discours d’Hubert Pierlot le 28 mai). Il va poursuivre la guerre à Londres alors que Léopold III demeure au pays et adopte une attitude qui relève de l'attentisme ou de l’accommodement mal perçue par la Résistance surtout active dans le pays wallon (voyez la carte des attentats réalisée par l'Université de Liège sur la base des statistiques de la gendarmerie). Le Roi est transféré en Allemagne dès le 6 juin 1944.
Auparavant, il a rédigé un Testament politique qui va rendre impossible toute réconciliation du gouvernement avec lui. Le gouvernement découvre ce texte peu après la Libération (septembre 1944) et le tient quelque temps secret par peur de troubles civils. Le Roi y traite les Alliés avec froideur, conteste les décisions internationales prises à Londres par le Gouvernement Pierlot, exige de ce dernier et d'autres ministres des excuses publiques, évalue mal les questions communautaires, ignore la Résistance même « léopoldiste », semble ne pas mesurer tout ce que la guerre a modifié. Winston Churchill à la lecture du document reprendra le fameux mot appliqué aux Bourbons après la Révolution française: Il n'a rien oublié et rien appris.

### Le Roi est libre mais ne peut rentrer en Belgique
Libéré par les Américains de sa résidence surveillée en Autriche en mai 1945, le roi ne peut rentrer au pays où la perspective de son retour fait lever des menaces de grève dans des milieux de gauche. Le Premier Ministre Van Acker, rencontrant le roi en Suisse, lui dit qu'il n'assumera pas le maintien de l'ordre en cas de retour. Un Congrès national wallon se prononce en octobre 1945 pour un fédéralisme étendu à la suite d'un discours de F.Dehousse sur le fédéralisme. C'est à la fois une leçon de droit public et un discours engagé dont se dégage l'esprit de ce que devrait être un fédéralisme belge et les raisons pour lesquelles, en 1945, la Wallonie devrait choisir l'autonomie.